# Ingrid van Kessel
Ingrid van Kessel (Turnhout, 11 november 1959) is een voormalig Belgisch politica van de CVP en vervolgens de CD&V.

## Levensloop
van Kessel is licentiate in de Germaanse filologie, ze studeerde af in 1982 aan de Katholieke Universiteit Leuven. Haar licentiaatsverhandeling was een analyse van de dichtbundel Het bevel van Cupido van Albrecht Ignatius d’Hanins. Na haar studies ging ze aan de slag in het kader van een project binnen het Bijzonder Tijdelijk Kader (BTK) bij het Instituut voor Politieke Vorming (IPOVO), vervolgens ging ze aan de slag bij het Katholiek Vormingswerk van Landelijke Vrouwen (KVLV).
Ze begon haar politieke loopbaan als lid van de Kamer van volksvertegenwoordigers van 1995 tot 1999. Aansluitend maakte ze de overstap naar het Vlaams Parlement, nadat ze bij de tweede rechtstreekse Vlaamse verkiezingen van 13 juni 1999 verkozen werd in de Kiesarrondissement Mechelen-Turnhout. Ze bleef Vlaams parlementslid tot juni 2004. Tevens zetelde ze vanuit deze hoedanigheid als van 8 juli 1999 tot 11 juni 2003 als gemeenschapssenator in de Senaat.
Na haar parlementaire loopbaan werd Van Kessel lerares Nederlands en Engels in het Sint-Gummaruscollege van Lier.

## Onderscheiding
- Ridder in de Leopoldsorde sinds 11 mei 2003